# Changzhuang (köping i Kina, Shandong)
Changzhuang (kinesiska: 常庄镇, 常庄) är en köping i Kina. Den ligger i provinsen Shandong, i den östra delen av landet, omkring 210 kilometer söder om provinshuvudstaden Jinan. Antalet invånare är 69153. Befolkningen består av 32 943 kvinnor och 36 210 män. Barn under 15 år utgör 16,0 %, vuxna 15-64 år 75 %, och äldre över 65 år 8,0 %.
Genomsnittlig årsnederbörd är 1 224 millimeter. Den regnigaste månaden är juli, med i genomsnitt 241 mm nederbörd, och den torraste är januari, med 11 mm nederbörd.